# Leonard Freed
Leonard Freed (* 23. Oktober 1929 in Brooklyn in New York, NY, USA; † 30. November 2006 in Garrison, NY) war ein Fotograf und seit 1972 Vollmitglied bei Magnum Photos.

## Leben
Leonard Freed stammt aus einer Familie von osteuropäischen, jüdischen Einwanderern. Zunächst wollte er ein Maler werden, doch mit 24 Jahren begann er auf einer Reise in den Niederlanden, Fotografien zu machen. Dies sagte ihm so gut zu, dass er es zu seiner Profession machen wollte. Nach seiner Rückkehr in die USA 1954 studierte er „design laboratory photography“ bei Alexey Brodovitch, dem Art Director von Harper’s Bazaar. Auf seiner ersten Reportagereise 1956 in Rom lernte er seine Frau Brigitte Klück kennen und heiratete sie 1958. Freed begann 1961, als freier Fotograf zu arbeiten.
Schon früh traf er auf Edward Steichen, der zu dieser Zeit der Direktor für Fotografie am Museum of Modern Art gewesen war. Steichen wollte ihm drei Fotografien für sein Museum abkaufen und sagte ihm, dass er einer der drei besten jungen Fotografen war, die er gesehen hatte. Er riet ihm, ein Amateur zu bleiben, da die beiden anderen nun kommerzielle Fotografie machten und uninteressant geworden seien. Der Verkauf an das MoMa kam dann nicht zustande, da Freed zu dieser Zeit die Kosten für eine professionelle Vergrößerung nicht aufbringen konnte.
1968 veröffentlichte er «Black in White America», einen Bildband über Afro-Amerikaner in Harlem, der als Beitrag zur US-amerikanischen Bürgerrechtsbewegung (Civil rights movement) Anerkennung fand. Bekannt geworden ist er weiterhin mit Fotoreportagen über die arabisch-israelischen Kriege von 1967 und 1973 und mit seinen realistisch gehaltenen Aufnahmen über den Alltag in einem New Yorker Polizeirevier in den späten 1970er-Jahren. 1980 publizierte er sein Buch «Police Work».
Seine klassischen Foto-Essays machte er nach seiner Anstellung bei Magnum Photos 1972 bei internationalen Magazinen wie Life, Look, Paris Match, Die Zeit, Der Spiegel, stern, The Sunday Times Magazine of London, Libération und Fortune.
Freed starb an Prostatakrebs und hinterließ seine Frau Brigitte sowie ihre gemeinsame Tochter, Elke Susannah Freed, ebenfalls in Garrison, New York.

## Zitat
“During 38 years Leonard Freed was always polite, efficient, cooperative and smiling. He was open to other opinions and had a great interest in human behaviour, without being malicious or self-appropriating. The description 'Concerned photographer' fitted him like a glove.”

„Während 38 Jahren war Leonard Freed immer höflich, effizient, kooperativ und lächelte. Er war offen für andere Meinungen und interessierte sich sehr für menschliches Verhalten, ohne dabei bösartig oder selbstaneignend zu sein. Die Bezeichnung ‚Besorgter Fotograf‘ passte ihm wie angegossen.“

## Ausstellungen
- Museum Folkwang, Essen 2013
- The Photographer’s Gallery, London 1973
- Museum Folkwang, Essen 1980
- Galerie FNAC, Paris 1983
- Museu d´indumentària, Barcelona 1993
- Galerie Universidad, Salamanca 1994
- Galerie du Chateau d´Eau, Toulouse 1987
- Gallery 292, New York 1994
- Lee Gallery, Massachusetts 2000
- Garrison Art Center, New York 2001
- Galerie argus fotokunst, Berlin 2004, Made in Germany Vintage-Fotografien von Leonard Freed
- Musée de l’Elysée, Lausanne: Leonard Freed: Worldview (Gesamtschau), 31. Mai bis 2. September 2007
- c|o berlin, Berlin 19. Juli bis 5. Oktober 2008, Leonard Freed . Weltanschauung
- Galerie argus fotokunst, Berlin 2008, Weltsicht - Weitsicht Fotografien von Leonard Freed

## Publikationen
- Joden van Amsterdam, Amsterdam 1959
- Deutsche Juden heute, München 1965
- Black in White America, New York 1968
- Made in Germany, New York 1970
- Seltsame Spiele. Wie der Bildhauer Tajiri Mädchen und Metall zähmt, Frankfurt am Main, 1970. Text: Herbert Feuerstein.
- Police Work, New York 1980
- La dance des fidèles, Paris 1984
- New York Police, Paris 1990
- Photographies 1954-1990, Paris 1991
- Amsterdam - The Sixties, Amsterdam 1997
- This Is the Day: The March on Washington, Los Angeles 2013